# Cry Me a River (film)
Pour les articles homonymes, voir Cry Me a River (homonymie).
Pour plus de détails, voir Fiche technique et Distribution.
Cry Me a River (河上的爱情 Heshang de aiqing, littéralement « L'amour sur la rivière ») est un court métrage réalisé par le cinéaste chinois Jia Zhangke en 2008.

## Synopsis
Le film raconte les retrouvailles de quatre amis de collège.

## Genèse et développement
Jia a déclaré qu'il a été inspiré par le classique du cinéma chinois Printemps dans une petite ville, ainsi que par la réunion des anciens amants en milieu rural dans une ville de l'est de la Chine.

## Sortie
Le film a été présenté à la 65e Mostra de Venise hors compétition.